# Стрий (Логойский район)
Стрий (бел. Стрый) — деревня в Логойском районе Минской области Белоруссии. В составе Крайского сельсовета.

## География
Деревня Стрий расположена в 7 километрах к юго-востоку от агрогородка Крайск.

## Этимология
С польского языка stria переводится как бороздка.

## История
Первое упоминание деревни Стрия относится к 1602 году в деле о разделе владений Миколая Волчека. По ревизским сказкам 1795 года деревня уже принадлежала монахиням Минского базилианского монастыря (греко-католики). В деревне было 15 дворов. В 1816 году количество дворов не изменилось, а вот в 1833 году в деревне было 13 заселённых дворов. Жители являлись прихожанами Ольковичского костёла, Ольковичи (Минская область) и греко-католической Крайской церкви, Крайск. После запрещения деятельности ордена к середине XIX века деревня перешла в собственность Российской империи.
До 1842 года деревня относится к Минской губернии, Вилейскому уезду. А с 1842 года — к Виленской губернии, Вилейскому уезду. После реформы 1861 года Стрия вошла в состав Стаецкой волости, а в 1866 году — Крайской волости. В 1905 году в деревни Стрий жителей 270 человек и 347 десятин (примерно 379 га) земли.
С 20 августа 1924 года деревня Стрий в Крайском сельсовете Плещеницкого района Борисовского округа. С 20 февраля 1938 года — Минской области. В 1941 году в Стрие был 51 двор и 231 житель. С 25 декабря 1962 года Крайский сельсовет вошёл в состав Логойского района. В 1969 году в деревне 52 двора и 163 жителя. На 1 января 2003 года — 19 дворов и 31 житель. Деревня входит в состав колхоза имени Володарского (усадьба колхоза в деревне Белое).
До 28 июня 2013 года деревня ходила в состав Нестановичского сельсовета.